# Aldobrandeschi

Wappen der Aldobrandeschi

Die Aldobrandeschi waren ein Geschlecht von Feudalherren in der Toskana im frühen Mittelalter und gehörten zu den ältesten urkundlich verfolgbaren italienischen Adelsgeschlechtern. Im Konflikt zwischen den Ghibellinen und Guelfen standen sie auf päpstlicher Seite.

## Herkunft und Entwicklung

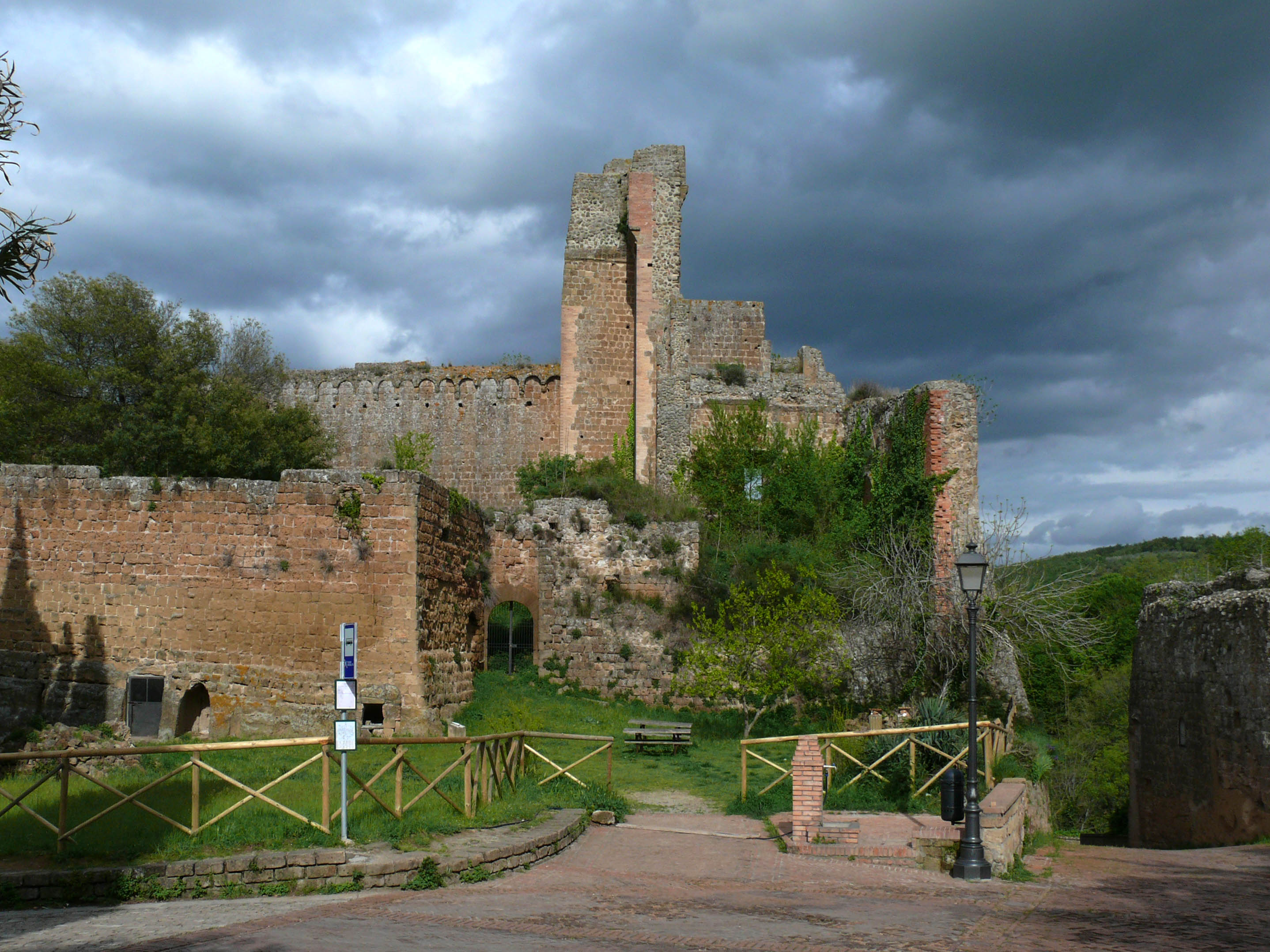
Stammsitz der Aldobrandeschi in Sovana

Nachgewiesen sind die Aldobrandeschi erstmals im 8. Jahrhundert. Der Erste, Ilprando, Sohn von Alperto, verstorben vor dem 24. Januar 800, stammte aus Lucca. Den Vorfahren wird eine langobardische Herkunft zugeschrieben. Die frühen Aldobrandeschi sind Kleriker, Bischöfe, Äbte und kaiserliche Vasallen an verschiedenen Orten der Toskana.
Als „mächtiger Graf“ mit umfassendem Feudalbesitz in der Maremma ist erstmals Ildebrando II. um 862 in der alten Etrusker-Stadt Roselle (heute Ortsteil (frazione) von Grosseto) dokumentiert. Nachdem die Stammburg 935 von Piraten angegriffen wurde, verlegten die Aldobrandeschi ihren Sitz nach Sovana, wo sie 940 mit Ildebrando III. dokumentiert sind. Im Laufe der Jahrhunderte weitete die Familie ihren Einflussbereich weit über die südliche Toskana aus und gründete befestigte Landsitze, deren Ruinen heute in einigen Gemeinden der Provinzen Grosseto und Siena erhalten sind. Mit den Geistlichen der Abtei Sant’Antimo und des Klosters San Salvatore di Monte Amiata unterhielten sie enge Beziehungen. Unter Ildebrando VII., auch Ildebrandino Novello genannt (Sohn des Uguccione), kam es in den 1160er Jahren zu Bündnissen mit Pisa. Per 1221 hatte das Geschlecht der Aldobrandeschi 22 Vasallen unter sich.
Erstmals geteilt wurde das Einflussgebiet der Familie im Jahr 1216, als die vier (männlichen) Kinder des Ildebrandino VIII (Sohn des Ildebrando Novello) Teile erhielten. Dieser war 1208 in Sovana verstorben. Die Aufteilung in zwei Familienzweige entstand im Dezember 1274 in Montecucco, als der rote Graf (Ildebrandino il Rosso) die Gebiete um Sovana (Linie Soana-Pitigliano mit Hauptsitz in Pitigliano) und Ildebrandino X die Gebiete um Santa Fiora übernahmen.
Zunehmend geriet die nun geteilte Familie im 13. Jahrhundert unter Druck, als die Freien Stadtrepubliken Orvieto, Pisa und Siena ihre Territorien ausweiteten. Nach und nach verloren die Aldobrandeschi nach hartnäckigen Kämpfen die Kontrolle über ihre Besitzungen. Die erste große militärische Niederlage erlebten die Aldobrandeschi 1224, als Siena gewaltsam Grosseto einnahm. Größere Konflikte hatten die Aldobrandeschi unter Guglielmo (den Dante in seiner Divina Commedia (Purgatorio XI, 58) Il Gran Tosco nennt und der bis 1241 unter dem Schutz von Gregor IX. stand, verstorben im Herbst 1254) ab 1241 mit Friedrich II. bis zu seinem Tod 1250, als die Aldobrandeschi mehrere Gebiete wie Sorano und Semproniano an ihn verloren und erst 1251 durch die Intervention von Orvieto zurückerhielten. Auch Guglielmos Sohn Umberto, 1259 in Campagnatico bei Kampfhandlungen gefallen oder nach anderer Version ermordet, wird bei Dante erwähnt. In dieser Persönlichkeit prangert Dante Arroganz und Menschenverachtung aus falsch verstandenem Familienstolz an (Purgatorio, XI, 61–64).
Durch die Heirat von Guglielmos Enkelin und Tochter des Rosso, Margherita (* um 1255; † um 1313), mit dem Grafen Orso Orsini 1293 – es handelt sich um ihre dritte von insgesamt fünf Ehen – erklärt es sich, dass einige der südlichen Besitzungen der Aldobrandeschi in das Erbe dieser römischen Grafenfamilie übergingen (beispielsweise Porto Ercole). Margaritas zweite – ungültige – Ehe mit Nello Pannochieschi (oder Paganello) spielt übrigens ebenfalls bei Dante eine Rolle und führt in die Geschichte von Gavorrano. Mit Margarita ist diese zu literarischer Bekanntheit gelangte Linie Soana-Pitigliano der Aldobrandeschi ausgestorben.

## Aldobrandeschi-Relikte in der Toskana

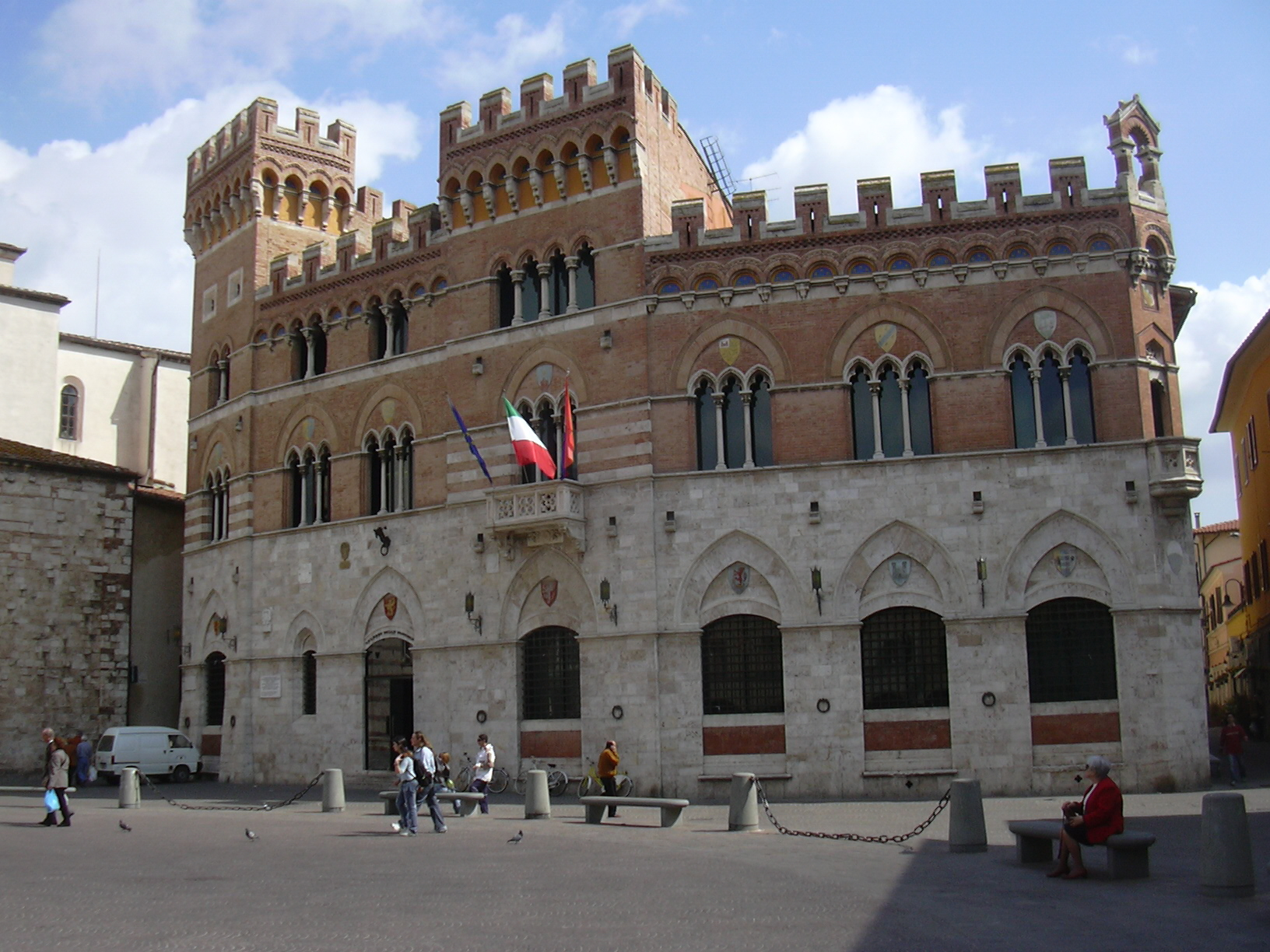
Palazzo der Aldobrandeschi in Grosseto (heute Sitz der Provinzverwaltung)

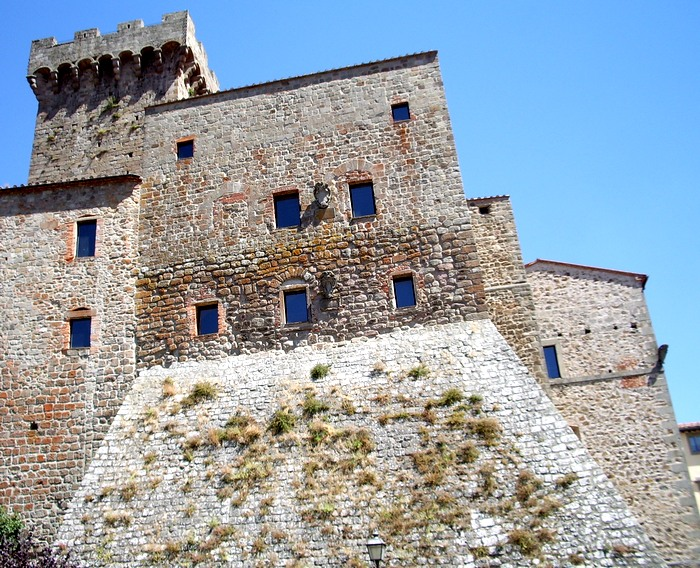
Kastell der Aldobrandeschi in Arcidosso

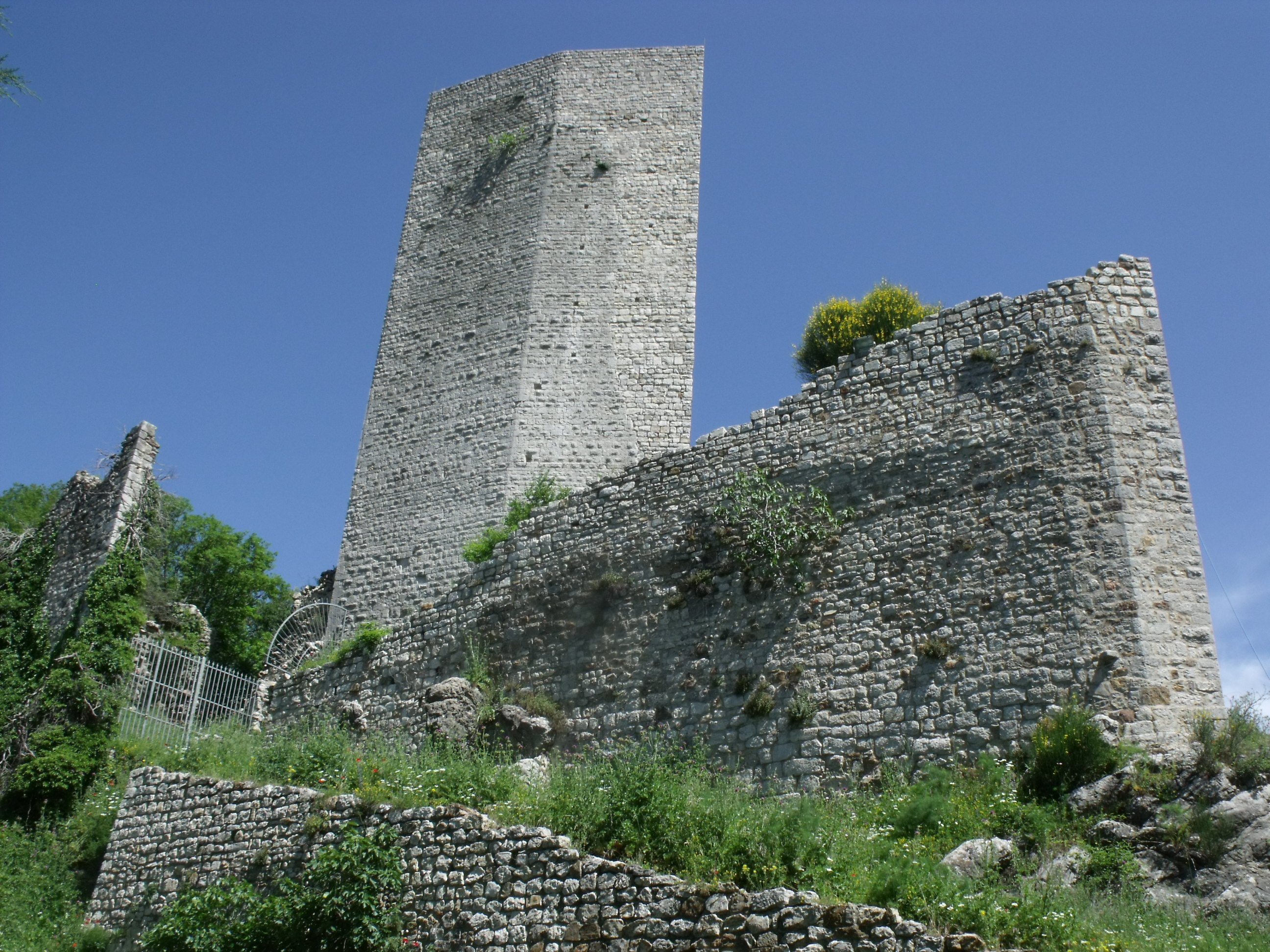
Rocca Silvana (Selvena)

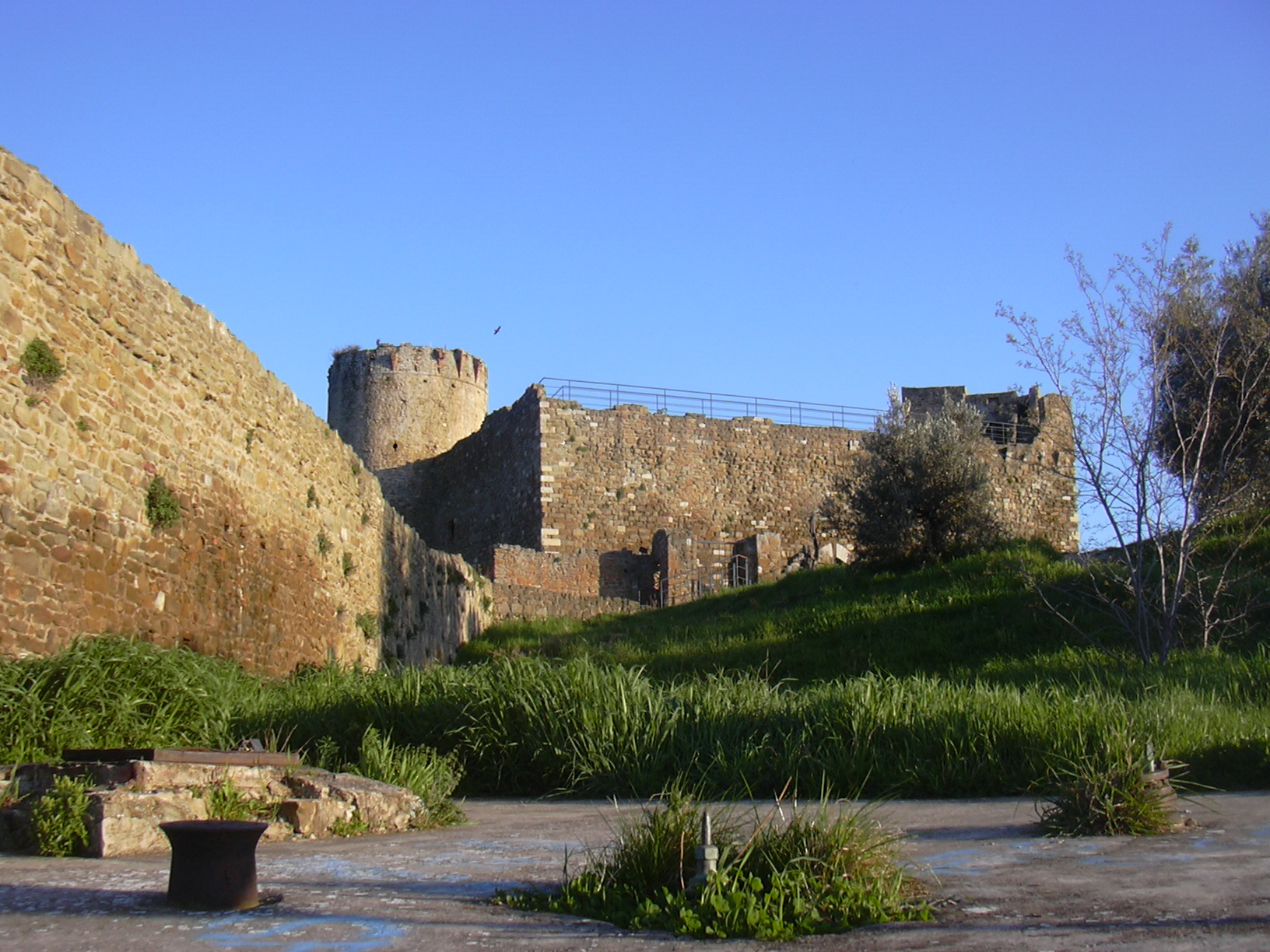
Kastell der Aldobrandeschi in Scarlino

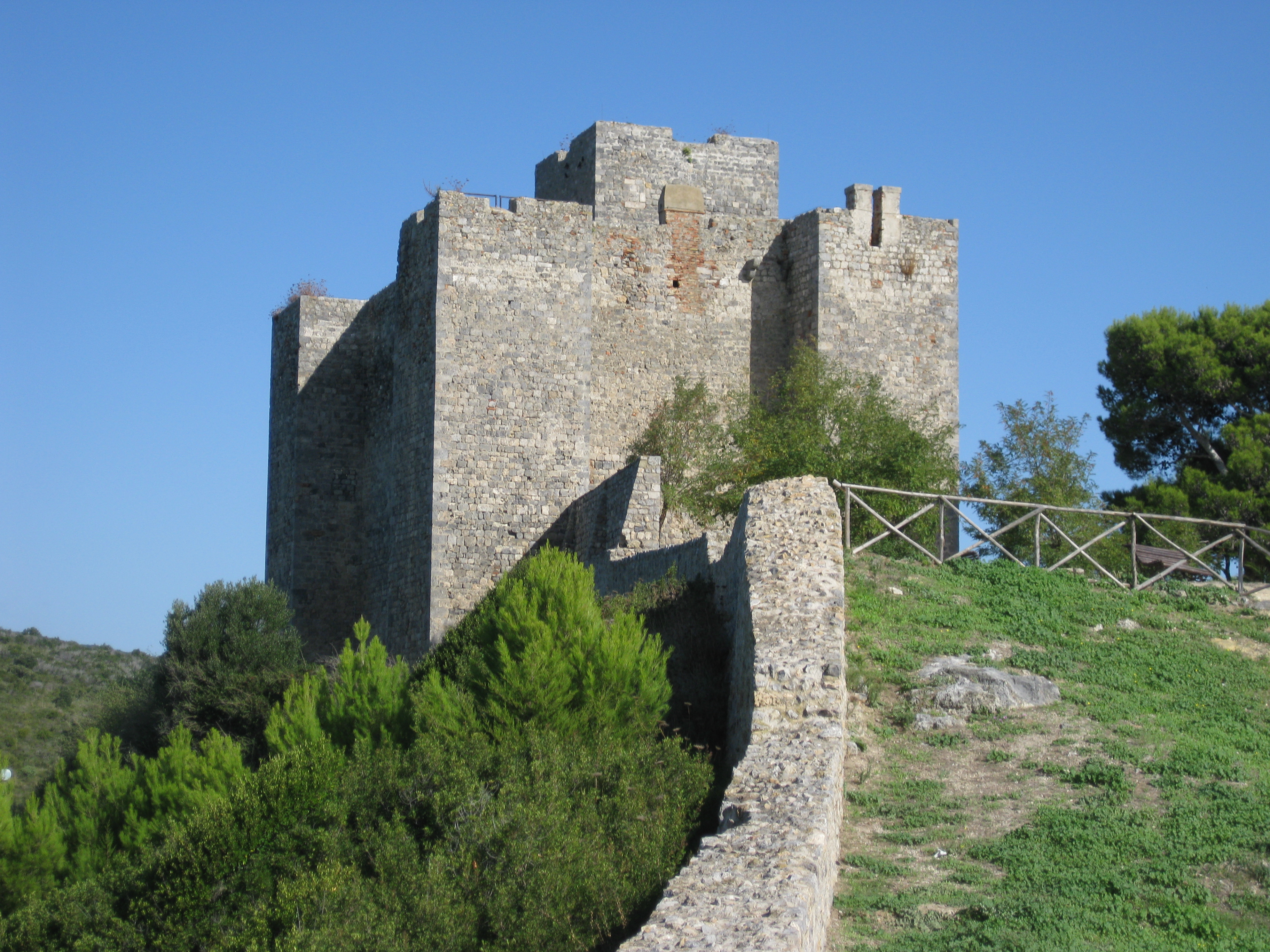
Kastell der Aldobrandeschi in Talamone

Die Kastelle liegen hoch auf den Hügeln über den mittelalterlichen borghi. Erhalten sind mehr oder weniger Relikte von Wehrmauern, Palas und Türmen.

### Provinz Grosseto
- Arcidosso:
  - Rocca aldobrandesca, Kastell im Ortskern.
- Campagnatico:
  - Rocca aldobrandesca im Ortskern.
  - Castello di Stertignano, südwestlich vom Hauptort gelegen.
- Capalbio:
  - Rocca aldobrandesca, Kastell im Ortskern.
  - Castello di Tricosto, heutige Ruine, liegt ca. 6 km südöstlich vom Hauptort.
- Castell’Azzara:
  - Rocca aldobrandesca, Kastell im Ortskern.
  - Rocca Silvana, Kastell nahe Selvena.
  - Castello di Penna, heutige Ruine.
- Castiglione della Pescaia:
  - Rocca aldobrandesca im Ortsteil Buriano.
- Grosseto:
  - Palazzo Aldobrandeschi, Palast im historischen Ortskern, heute Sitz der Provinzverwaltung.
  - Rocca aldobrandesca, heute nicht mehr existentes Kastell nahe dem Cassero del Sale.
  - Castel Marino
  - Castello di Montepescali, heute Cassero Senese genannt, im 9. Jahrhundert entstanden.
  - Kastell von Istia d’Ombrone im Ortsteil Istia d’Ombrone.
- Isola del Giglio:
  - Castello di Giglio, auch Rocca aldobrandesca und Rocca pisana genannt, im Ortsteil Giglio Castello.
- Magliano in Toscana:
  - Castello di Magliano, Kastell im Ortskern.
  - Castello di Montiano
- Manciano:
  - Rocca di Manciano, Kastell im Ortskern.
  - Castello di Montemerano im Ortsteil Montemerano.
  - Rocca aldobrandesca, auch Castello Ciacci genannt, im Ortsteil Saturnia.
  - Roccaccia di Montauto, auch Rocca genannt, liegt ca. 6 km südöstlich vom Hauptort.
- Massa Marittima:
  - Castello di Tatti, im 13. Jahrhundert im Besitz der Aldobrandeschi.
- Monte Argentario:
  - Rocca aldobrandesca
- Monterotondo Marittimo:
  - Castello di Cugnano, im Besitz der Aldobrandeschi bis zum Anfang des 13. Jahrhunderts.
- Orbetello:
  - Rocca aldobrandesca im Ortsteil Talamone.
- Pitigliano:
  - Palazzo Orsini, ehemaliger Konvent, der im 13. Jahrhundert von den Aldobrandeschi zum Palast umgebaut wurde. War Hauptsitz der Familienlinie der Soana unter Ildebrandino il Rosso.
- Roccalbegna:
  - Rocca aldobrandesca, auch Il Sasso genannt.
  - Rocca aldobrandesca, auch Rocca al Cane genannt, im Ortsteil Cana.
- Roccastrada:
  - Kastell im Ortskern
  - Borgo di Sticciano im Ortsteil Sticciano.
  - Castello di Lattaia, bereits 973 als Besitz der Aldobrandeschi erwähnt.
  - Castello di Montemassi im Ortsteil Montemassi.
  - Castello di Sassoforte nahe Sassofortino.
  - Castello di Torniella im Ortsteil Torniella.
- Santa Fiora:
  - Rocca im Ortskern, heute Palazzo Sforza Cesarini, 1575 entstanden
- Scarlino:
  - Rocca di Scarlino, Kastell im Ortskern.
- Semproniano:
  - Rocca aldobrandesca, Kastell im Ortskern.
  - Castello aldobrandesco, Kastell im Ortsteil Rocchette di Fazio.
- Sorano:
  - Castello di Montebuono, heutige Ruine.
  - Castello di Montorio im Ortsteil Montorio.
  - Castello di Vitozza, heutige Ruine.
  - Rocca di Castell’Ottieri im Ortsteil Castell’Ottieri.
  - Rocca aldobrandesca di Sovana, ehemaliger Hauptsitz der Dinastie im Ort Sovana.

### Weitere Orte

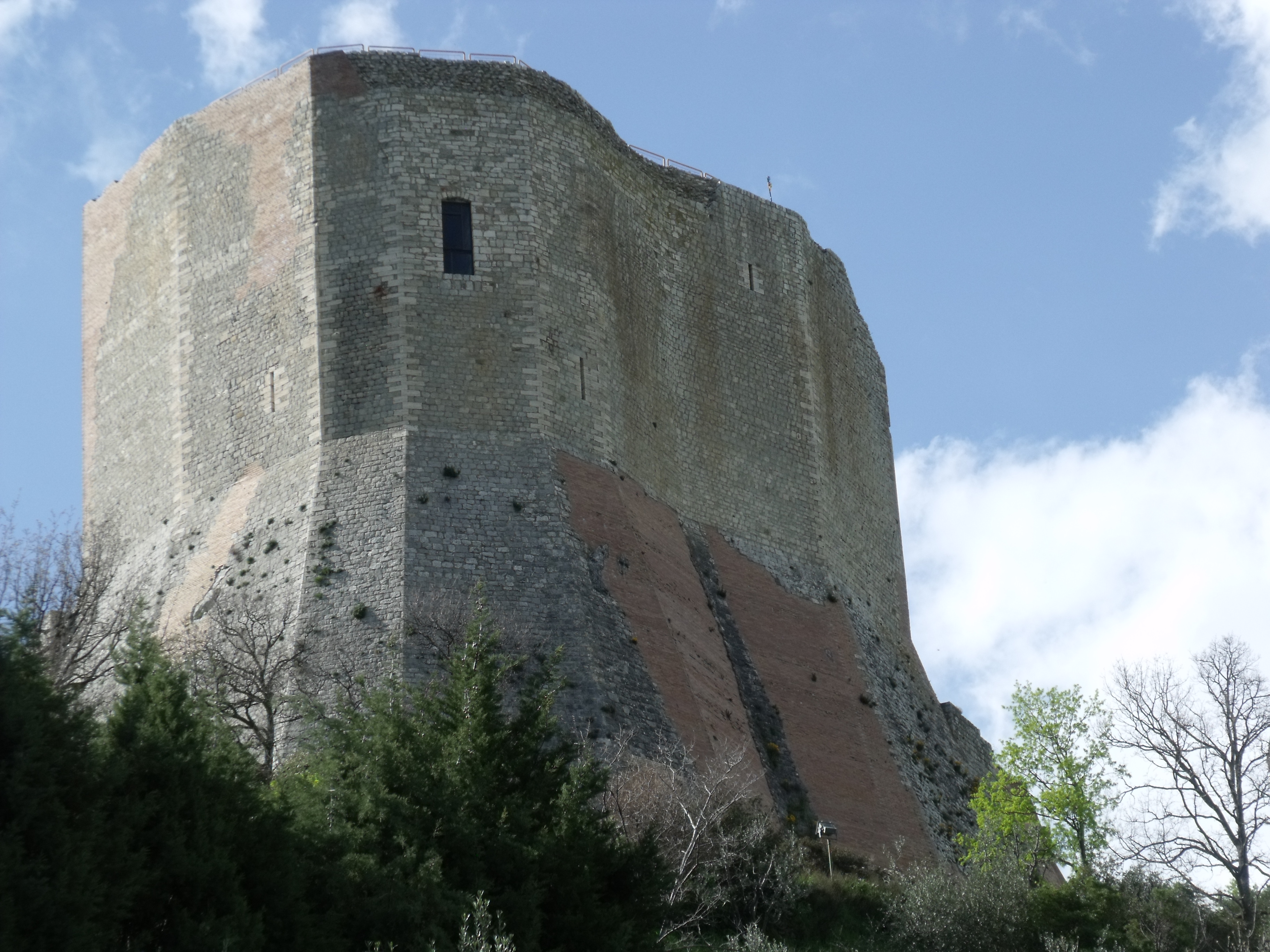
Rocca Tintinnano (Rocca d’Orcia)

- Castiglione d’Orcia:  Rocca aldobrandesca im Hauptort und Rocca di Tentennano im gegenüberliegenden Ortsteil Rocca d’Orcia, Provinz Siena.
- Piancastagnaio: Rocca aldobrandesca, auch Castello degli Aldobrandeschi genanntes Kastell im Ortskern, Provinz Siena.
- Radicofani: Rocca Radicofani, Kastell oberhalb des Borgo.
- Suvereto: Rocca aldobrandesca, Kastell im Ortskern, Provinz Livorno.